# Усть-Вимське сільське поселення
Усть-Ви́мське сільське поселення (рос. Усть-Вымское сельское поселение) — муніципальне утворення у складі Усть-Вимського району Республіки Комі, Росія. Адміністративний центр — село Усть-Вим.

## Населення
Населення — 925 осіб (2017, 1045 у 2010, 1260 у 2002, 1609 у 1989).

## Склад
До складу поселення входять такі населені пункти:
| Населений пункт        | Населення, осіб (1989) | Населення, осіб (2002) | Населення, осіб (2010) |
| ---------------------- | ---------------------- | ---------------------- | ---------------------- |
| Иб, присілок           | 46                     | 26                     | 24                     |
| Конец-Озер'є, присілок | -                      | 1                      | 4                      |
| Оквад, присілок        | 83                     | 63                     | 43                     |
| Полав'є, присілок      | 5                      | 11                     | 5                      |
| Усть-Вим, село         | 1049                   | 894                    | 760                    |
| Чорний Яр, селище      | 426                    | 265                    | 209                    |